# Five Nights at Freddy's 4
Five Nights at Freddy's 4 (a menudo abreviado como FNaF 4) es un videojuego de terror y supervivencia point-and-click desarrollado y publicado por Scott Cawthon. Es la cuarta entrega de la serie Five Nights at Freddy's. El juego se desarrolla en la habitación de un niño, donde el jugador debe evitar el ataque de animatrónicos de pesadilla que lo acechan. A diferencia de los juegos anteriores de la serie, el jugador no tiene acceso a una red de cámaras de seguridad para monitorear el progreso de los animatrónicos, sino que debe confiar en las señales de audio. Entre noches, el jugador puede jugar minijuegos estilo Atari que cuentan la historia de un niño que es constantemente atormentado por su hermano mayor.
Five Nights at Freddy's 4 se anunció por primera vez en abril de 2015, anunciado como "El capítulo Final". Aunque inicialmente se planeó su lanzamiento el 31 de octubre de 2015, el juego se adelantó en numerosas ocasiones y finalmente se lanzó el 23 de julio de 2015. En los días siguientes, se lanzaron versiones para dispositivos Android e iOS. Five Nights at Freddy's 4 recibió críticas mixtas de los críticos, que elogiaron su atmósfera inquietante pero estaban polarizados sobre la mecánica y el diseño de sonido del juego. Una secuela, Five Nights at Freddy's: Sister Location, se lanzó el 7 de octubre de 2016. Las versiones para Nintendo Switch, PlayStation 4 y Xbox One se lanzaron el 29 de noviembre de 2019 junto con los primeros tres juegos de la serie.

## Argumento
Nota: La jugabilidad se basa en una premisa psicológica: el niño protagonista está expuesto a discos ilusorios o gas alucinógeno, lo que provoca que vea simples maniquíes con dientes con como criaturas aterradoras.
Un minijuego de 8-bits muestra a un niño que está encerrado en su habitación con sus peluches, a los que considera como sus únicos amigos. Completando la primera noche, un peluche llamado Fredbear le dice que "él" se encuentra escondido en la casa, antes de que el niño sea asustado por su abusivo hermano mayor, que lleva puesta una máscara de Foxy. Después de la segunda noche, el niño es abandonado en el restaurante familiar de Fredbear's Family Diner (mencionado brevemente en el segundo juego), solo para ser advertido por la voz de Fredbear de que "él" está viniendo y que debe ser valiente; sin embargo, dado que el niño tiene miedo de los personajes animatrónicos del establecimiento, se pone a llorar. Durante esta escena, un «easter egg» muestra a William Afton metiendo a un empleado en el traje de un animatrónico conocido como "Spring Bonnie"(Springtrap en el tercer juego) .
Completando la tercera noche, se revela que otros chicos se burlan del niño, llamándolo "cobarde" y "llorón", y que hay rumores de que los animatrónicos cobran vida por la noche e intentan asesinar personas. Viendo a sus peluches como sus únicos amigos, el niño generalmente evita la interacción con otras personas a favor de ellos. Otro «easter egg» muestra un comercial de la serie de televisión de Fredbear & Friends, marcando el año 1983, estableciendo así la historia como una precuela; después de la cuarta noche, se revela que, una vez, el niño fue encerrado en la habitación de mantenimiento del restaurante como parte de una broma pesada.
Finalizando la quinta noche, se muestra al niño llorando en su fiesta de cumpleaños en el restaurante, con su hermano (acompañado de otros matones) usando máscaras de los cuatro animatrónicos originales para aterrorizarlo. Los matones, que deciden hacerle otra broma pesada al niño, lo llevan al escenario y terminan metiéndolo en la boca del animatrónico de Fredbear para que le dé un "beso". De repente, Fredbear cierra su boca con fuerza, debido a que las lágrimas del niño activaron su mecanismo de resortes, aplastándole la cabeza mientras que el hermano y sus amigos observan con horror, dándose cuenta de su error.
Después de la sexta noche, el niño oye la voz de su hermano disculpándose con él mientras que su peluche de Fredbear le promete que no importa cuántas veces se "rompa", sus peluches siempre estarán allí para "volverlo a reparar", mencionando que siempre serán sus mejores amigos. Uno por uno, los peluches se van desvaneciendo al mismo tiempo que se escucha el débil sonido de un electrocardiograma que termina apagándose, revelando que el niño murió poco después de los acontecimientos del juego. Concluyendo la séptima noche adicional, se muestra un baúl bloqueado con dos candados; si se mueven los candados, se mostrará un mensaje diciendo que "tal vez, es mejor dejar algunas cosas olvidadas, por ahora". Scott Cawthon se mantuvo críptico sobre lo que había dentro del baúl, hasta que finalmente anunció que en su interior se encontraba la verdadera historia de la franquicia.

## Jugabilidad
Five Nights at Freddy's 4 es un videojuego de supervivencia y estrategia con elementos de «point-and-click»; de manera contraria a las anteriores entregas, el juego no se desarrolla en una oficina de seguridad, sino en la habitación de un niño; tampoco hay cámaras de seguridad y en lugar de unas llamadas telefónicas, el jugador recibe instrucciones mediante notas para ser ayudado durante el juego. El jugador también está equipado con una linterna, de manera similar al segundo juego, aunque tiene un poder ilimitado, pudiendo ser usada para alejar a cualquier animatrónico visto en el pasillo. Sin embargo, si el jugador escucha la respiración de Nightmare Bonnie o Nightmare Chica en la puerta, o ve a Nightmare o Nightmare Fredbear al encender la linterna, deberá cerrarla de inmediato. A pesar de esto, la puerta quedará entreabierta cuando el jugador se aleje; también se debe monitorear el armario para evitar ser atacado por Nightmare Foxy, cerrándolo si es necesario, así como ahuyentar a tres animatrónicos en miniatura, conocidos como "Freddles", de la cama antes de que, una vez que estén juntos, convoquen a Nightmare Freddy para atacar al jugador. Si no se tiene cuidado al encender la luz en los pasillos o se deja las puertas, el armario y la cama desatendidos durante demasiado tiempo, el jugador será asesinado por los animatrónicos, conduciendo a un «game over».
Después de completar cada noche, el jugador puede jugar un minijuego cronometrado titulado "Fun with Plushtrap", en el que una versión en peluche de Springtrap, el antagonista principal del tercer juego, debe ser atraído a la parte superior de una "X" marcada en el suelo dentro de un período de tiempo específico. Si el jugador gana, comenzará la siguiente noche a partir de las dos de la madrugada. Al igual que los animatrónicos, este minijuego se volverá más desafiante a medida que avanza el juego. Por desgracia, esta bonificación no puede ser aplicada en los modos desbloqueables. Además, si el jugador pierde una partida, la bonificación ya no será válida para futuras partidas en el mismo nivel.
El juego consta de cinco niveles que comprenden cinco "noches", cada una aumentando en dificultad con niveles adicionales desbloqueables. Las primeras cuatro noches enfrentarán al jugador contra cuatro animatrónicos terroríficamente deteriorados — Nightmare Freddy, Nightmare Bonnie, Nightmare Chica y Nightmare Foxy —. Durante la quinta noche, el único atacante es Nightmare Fredbear, un animatrónico que combina las tácticas de ataque de los cuatro personajes anteriormente mencionados. Completar los cinco primeros niveles otorgará una estrella en el menú y desbloqueará una sexta noche adicional, donde los cuatro animatrónicos principales atacarán al jugador hasta que Nightmare Fredbear sea el único atacante desde las cuatro de la madrugada; completar este nivel otorgará una segunda estrella y desbloqueará una séptima noche aún más difícil, donde los animatrónicos serán muy persistentes mientras que Nightmare Fredbear será reemplazado por el animatrónico más altamente agresivo de todos conocido como "Nightmare", que tiene un «Susto repentino» único en comparación con los demás animatrónicos. Completando esta noche, se otorgará una tercera estrella mientras que un código secreto desbloqueará una octava noche (a menudo denominada como la "noche 20/20/20/20"), basada en la "noche personalizada" de las dos primeras entregas, estableciendo la dificultad en la inteligencia artificial de cada animatrónico en su punto más alto. Si el jugador sobrevive a esta noche, se otorgará una cuarta estrella; otros artículos desbloqueables incluyen unas galerías de los diversos animatrónicos y sus respectivos «Susto repentinos», así como un detrás de cámaras del proceso de modelado en 3D para Nightmare Fredbear y Nightmare Foxy.
A partir de la actualización de Halloween, se pueden obtener seis mini estrellas adicionales al completar una serie de desafíos preestablecidos, haciendo un total de diez estrellas en el menú. Como en la mayoría de las entregas anteriores de la serie, la historia del juego es revelada entre noches mediante unas sesiones interactivas de minijuegos de baja resolución. Cada uno de los minijuegos se establece en un período de tiempo correspondiente a las cinco noches, comenzando con "cinco días para la fiesta" hasta "cero días para la fiesta".

## Desarrollo
A partir del 27 de abril de 2015, Scott Cawthon comenzó a publicar varias imágenes «teaser» en su página web, presagiando otra entrega en la serie, originalmente conocida como Five Nights at Freddy's: The Final Chapter. Revelando a los animatrónicos originales con una apariencia más terrorífica, los «teasers» presagiaban crípticamente un lanzamiento para la noche de Halloween. El 13 de julio de 2015, se lanzó un tráiler oficial que insinuaba que el juego tendría lugar en la casa del personaje principal, mientras que el subtítulo de The Final Chapter fue eliminado.

### Lanzamiento
Una demo para YouTubers seleccionados fue lanzada el 21 de julio de 2015, con el juego completo siendo lanzado el 23 de julio del mismo año para Microsoft Windows a través de Steam. El 25 de julio de 2015, se lanzó un puerto para Android a través de Google Play Store mientras que un puerto para iOS fue lanzado unos días después, el 3 de agosto del mismo año. Finalmente, un puerto para Nintendo Switch, Xbox One y PlayStation 4 fue lanzado el 29 de noviembre de 2019.
El 31 de octubre de 2015, se lanzaron dos actualizaciones de Halloween para el juego:
- La primera actualización consiste en la inclusión de un menú de trucos, una serie de desafíos preestablecidos y una versión alterada del minijuego de "Fun with Plushtrap", utilizando una versión "Nightmare" del personaje de Balloon Boy (uno de los antagonistas del segundo juego) en lugar de Plushtrap.
- La segunda actualización consiste en una "edición de Halloween", que hace cambios cosméticos a Nightmare Bonnie y Nightmare Chica; además, presenta las versiones "Nightmare" de otros dos antagonistas del segundo juego: Mangle y Puppet, quienes reemplazan a Nightmare Foxy y Nightmare, respectivamente. Del mismo modo, el «cupcake» de Nightmare Chica es reemplazado por una calabaza tallada.

## Recepción
Five Nights at Freddy's 4 recibió críticas mixtas, con Metacritic asignándole una puntuación de 51 sobre 100 a la versión para PC.
Omri Pettite de PC Gamer le dio una puntuación de 70 sobre 100, elogiando los «Sustos repentinos» de los animatrónicos, comentando que son "los sustos más grandes de la serie sin la misma inquietud y variedad". Por su parte, Destructoid criticó la jugabilidad por ser demasiado confusa, dándole una puntuación de 4 sobre 10 al juego. The Escapist le dio una calificación positiva de cuatro sobre cinco estrellas, comentando que le "gustó las reelaborada mecánica de jugabilidad, la oscura y emocional historia, los terroríficos «Susto repentinos» y el triste final", pero también notó los pequeños errores y fallas en el juego. Nadia Oxford de Gamezebo le dio cuatro sobre cinco estrellas, elogiándolo por su ambiente intenso, sus espeluznantes sonidos y gráficos, y sus «sustos repentinos», aunque criticó al juego por ser difícil de sobrevivir en ciertos entornos cuando confiaba en las advertencias auditivas, y porque la versión para Android no contenía los minijuegos de 8-bits centrados en la historia.